# Karol Stryja
Karol Stryja (ur. 2 lutego 1915 w Cieszynie, zm. 31 stycznia 1998 w Katowicach) – polski dyrygent, profesor i pedagog. Inicjator (1979) Międzynarodowego Konkursu Dyrygenckiego im. Grzegorza Fitelberga w Katowicach. Prowadził jego wszystkie edycje, aż do śmierci. Zapoczątkował również (1980) Międzynarodowy Konkurs Skrzypcowy im. Carla Augusta Nielsena w Odense.

## Życiorys
Był synem Jana, krawca. W Cieszynie ukończył kolejno szkołę podstawową, gimnazjum i Seminarium Nauczycielskie. Od 1934 roku pracował jako nauczyciel, a jednocześnie studiował w Śląskim Konserwatorium Muzycznym w Katowicach. W 1939 roku ukończył tam Wydział Pedagogiczny, a w 1951 studia w zakresie dyrygentury. Od 1984 roku profesor nadzwyczajny.
Nagrał wiele płyt muzycznych. Przykładowa płyta to „Lehar-Fragmenty z operetek” wyd. MUZA nr X0316, w której nagraniu współuczestniczył dyrygent Rachoń Stefan.
Karierę dyrygenta rozpoczął w 1937, w chórze „Echo” w Łaziskach Górnych. Następnie pracował w Filharmonii Śląskiej w Katowicach. W lutym 1990 r. na Jubileuszowym Koncercie z okazji 75 rocznicy urodzin dyrygował Orkiestrą Filharmonii Śląskiej, która wykonała między innymi IX Symfonię Ludwiga van Beethovena z Odą do Radości.
W 1969 roku otrzymał Nagrodę Ministra Kultury i Sztuki II stopnia, w 1977 Doroczną Nagrodę związku Kompozytorów Polskich, a w 1998 (pośmiertnie) Nagrodę im. Wojciecha Korfantego nadaną przez Związek Górnośląski.

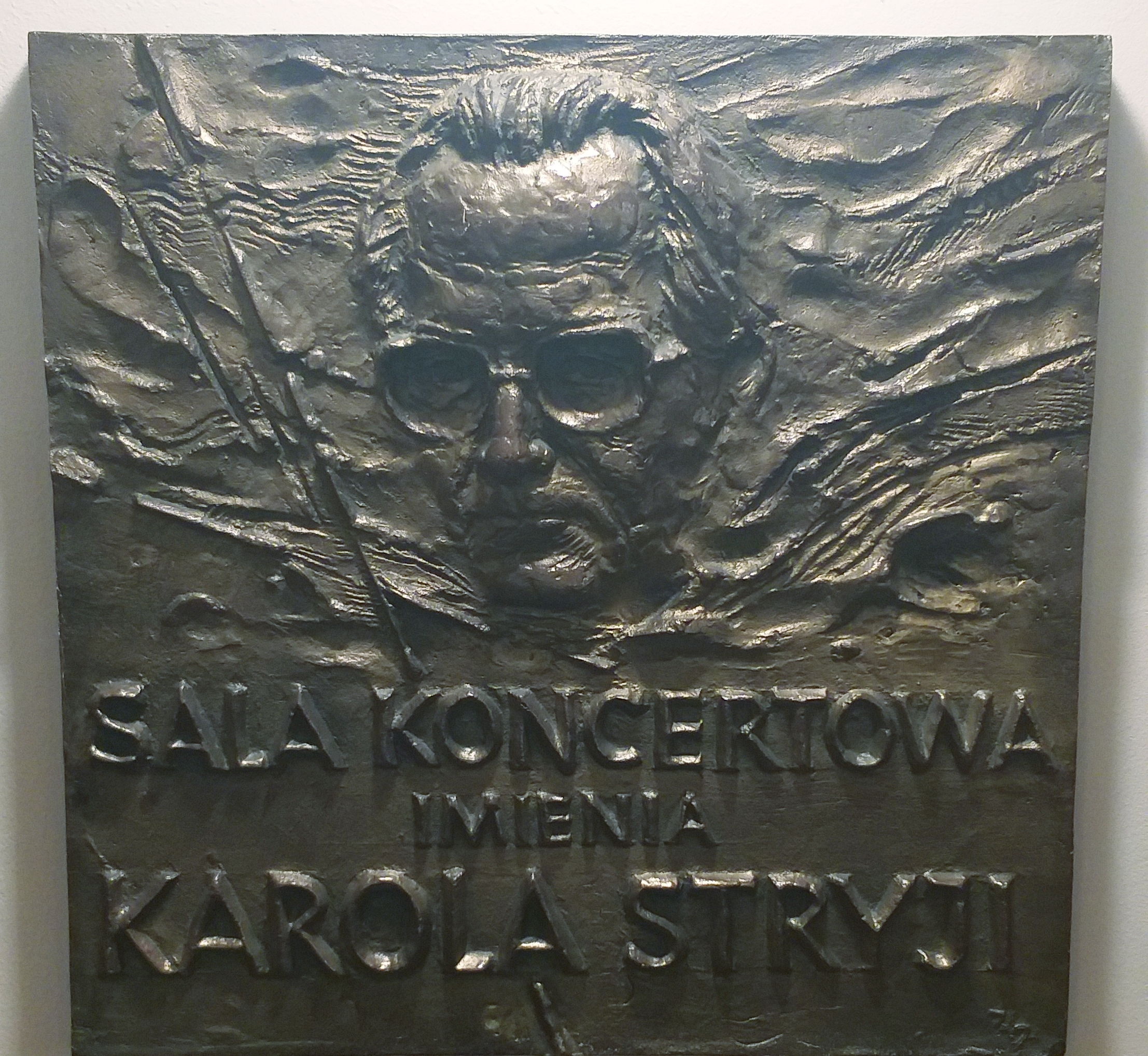
Karol Stryja – sala koncertowa w Filharmonii Śląskiej

## Ordery i odznaczenia
- Krzyż Wielki Orderu Odrodzenia Polski (3 maja 1995)[4]
- Krzyż Komandorski z Gwiazdą Orderu Odrodzenia Polski[5]
- Krzyż Komandorski Orderu Odrodzenia Polski[5]
- Krzyż Oficerski Orderu Odrodzenia Polski[5]
- Krzyż Kawalerski Orderu Odrodzenia Polski (22 lipca 1953)[6]
- Odznaka tytułu honorowego „Zasłużony dla Kultury Narodowej” (1987)[7]
- Order Cyryla i Metodego I klasy (Bułgaria)[5]
- Odznaka „Zasłużony dla województwa katowickiego”[5]

## Miejsce pochówku
Jest pochowany na cmentarzu ewangelickim w Cieszynie.